# Emil Kralik

Emil Kralik

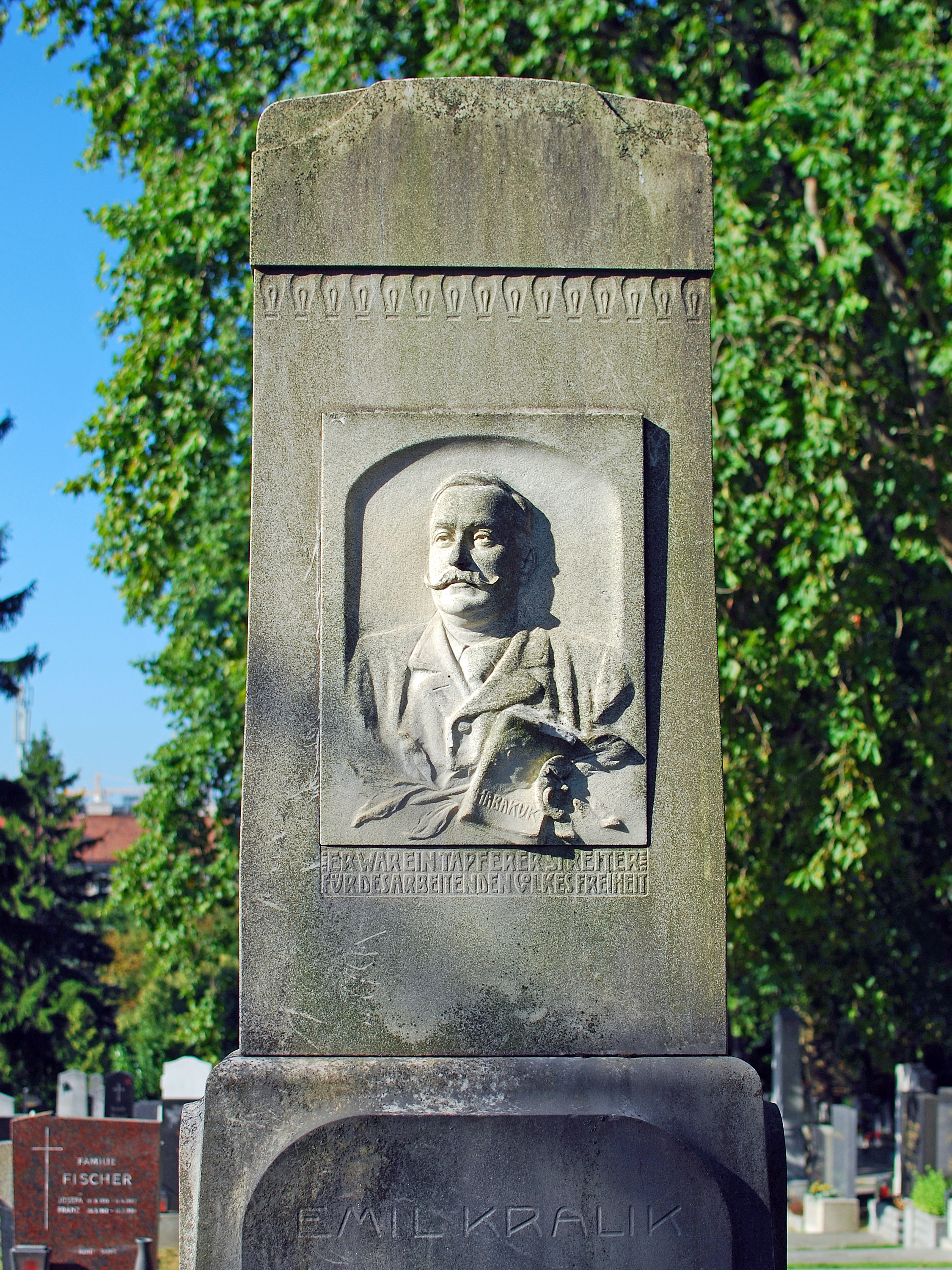
Grabstein auf dem Hernalser Friedhof

Emil Kralik (* 9. Jänner 1864 in Wien; † 18. November 1906 ebenda) war ein österreichischer Schriftsteller, Journalist und Humorist.
Nach einer Buchdruckerlehre begab sich Kralik 1881 auf Wanderschaft. Nach Aufenthalten in Italien, Deutschland, Holland, Frankreich, der Schweiz, Schweden und England arbeitete er einige Zeit in einer sozialdemokratischen Druckerei in Kopenhagen. 
Nach seiner Rückkehr nach Wien 1886 wurde er Obmann-Stellvertreter des Fachorgans der Buchdrucker und ab dem 10. Jänner 1888 redigierte er deren Zeitung Vorwärts. Er war bekannt dafür, dass er seinen eigenen Artikel oft nicht niederschrieb, sondern direkt setzte. 1889 nahm er mit Victor Adler und Julius Popp am Gründungskongress der II. Internationalen in Paris Teil. Dort wurde unter anderem der 1. Mai als internationaler „Kampftag der Arbeiterklasse“ ausgerufen. Kralik wurde einer der Protagonisten im Kampf zur Einführung des Maifeiertags in Österreich.
Ab 1891 war Kralik Hauptmitarbeiter der Volkstribüne. Nach der Umstellung der Arbeiter-Zeitung vom Wochenblatt zur Tageszeitung 1895 wurde er Leiter des Lokalressorts und verfasste dort auch in seiner Kolumne Habakuk humoristische, satirische und zeitkritische Artikel.
Kralik war auch Mitarbeiter der sozialdemokratischen satirischen Zeitschrift Die Glühlichter, deren Leitung er kurz vor seinem Tod übernahm.
Bei den Wiener Gemeinderatswahlen von 1900 kandidierte er für die Sozialdemokraten im 17. Bezirk, Hernals, wurde aber nicht gewählt.
Nach längerer Krankheit, er litt an einer Leberentzündung die in Wassersucht endete, verstarb er an einer Herzlähmung. Er hinterließ seine Frau, eine Tochter im Alter von sechzehn Jahren und ein Sohn im Alter von vierzehn Jahren. Emil Kralik fand auf dem Hernalser Friedhof von Wien seine letzte Ruhe.
Am 1. Mai 1908 wurde im Beisein von mehr als 3000 Anwesenden das von der Organisation der Buchdrucker gewidmete Grabdenkmal enthüllt. Der Gesangsverein „Freie Typographia“ leitete die Feierlichkeiten mit einem Choral ein. Reichstagsabgeordneten Karl Höger und Victor Adler hielten Festreden.
Das über zwei Meter hohe, marmorne Grabdenkmal hat die Inschrift „Er war ein tapferer Streiter um des Volkes Freiheit. Emil Kralik, Buchdrucker, Redakteur des „Vorwärts“, der „Arbeiter-Zeitung“ und der „Glühlichter“. Die organisierten Buchdrucker Österreichs.“